# The Healers (ER)
The Healers is de zestiende aflevering van het tweede seizoen van de televisieserie ER, die voor het eerst werd uitgezonden op 22 februari 1996.

## Verhaal
Ambulancemedewerkers Shep en Raul worden naar een woningbrand gestuurd, zij zijn voor de brandweer bij de brand en willen de kinderen redden die opgesloten zitten. Zonder de juiste bescherming gaan zij naar binnen en kunnen een aantal kinderen redden. Shep mankeert niets, maar Raul heeft derdegraads brandwonden op zijn lichaam en is niet meer te redden. 
Al de slachtoffers van de brand worden naar de SEH gebracht, Carter heeft moeite met het behandelen van brandwonden.
Dr. Lewis krijgt een verrassing te verwerken, haar zus Chloe staat ineens voor haar neus. 
Dr. Ross heeft afgesproken met zijn vader om samen naar een basketbalwedstrijd te gaan. Op het afgesproken tijdstip staat hij op zijn vader te wachten, deze komt echter niet opdagen.

## Rolverdeling

### Hoofdrol
- Anthony Edwards - Dr. Mark Greene
- George Clooney - Dr. Doug Ross
- Eriq La Salle - Dr. Peter Benton
- Sherry Stringfield - Dr. Susan Lewis
- Kathleen Wilhoite - Chloe Lewis
- Noah Wyle - John Carter
- Gloria Reuben - Jeanie Boulet
- Julianna Margulies - verpleegster Carol Hathaway
- Ellen Crawford - verpleegster Lydia Wright
- Lily Mariye - verpleegster Lily Jarvik
- Vanessa Marquez - verpleegster Wendy Goldman
- Deezer D - verpleger Malik McGrath
- Abraham Benrubi - Jerry Markovic
- Kristin Minter - Randi Fronczak
- Carlos Gómez - ambulancemedewerker Raul Melendez
- Ron Eldard - ambulancemedewerker Ray 'Shep' Shepard
- Emily Wagner - ambulancemedewerker Doris Pickman
- Lyn Alicia Henderson - ambulancemedewerker Pamela Olbes
- Montae Russell - ambulancemedewerker Dwight Zadro
- Scott Michael Campbell - ambulancemedewerker Riley Brown

### Gastrol
- Michael Cudlitz - gewonde brandweerman
- Gregory Itzin - brandwonden dokter
- Leah Lail - Kara Nielsen
- John Christian Graas - Max Nielsen
- James Farentino - Ray Ross
- Mary Pat Gleason - Anne Parks
- Dan Martin - inspecteur
- Ann Shea - Valerie

en vele andere